# التکولا، بخش هرجو
التکولا، بخش هرجو (به لاتین: Altküla, Harju County) یک روستا در استونی است که در شهرستان هاریو واقع شده‌است.